# 重疊基因

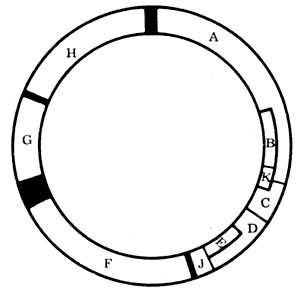
如圖所示，Φ174噬菌體基因組中具有重疊基因

重疊基因（Overlapping genes），亦作「多重編碼」（dual coding），是指兩個或兩個以上的基因共享一段DNA序列的現象。重疊基因的存在使得一段核苷酸序列可以編碼一種以上的表達產物。重疊基因使一段DNA序列翻譯出的mRNA能被不同的讀框閱讀，或者使一個基因的反義鏈的某一部分能成爲另一個基因的正義鏈的一部分。科學家已在細菌，病毒，甚至真核細胞/真核生物中發現了重疊基因的存在研究表明，在細菌中，基因組中有三分之一的部分含有重疊基因。

## 類型
重疊基因的重疊方式有：
- 大基因中包含小基因。比如Φ-X174（英语：Phi X 174）噬菌體的B基因完全包含在A基因中（如上圖所示）。
- 前後兩個基因首尾重疊。比如Φ-X174噬菌體的D基因的終止密碼子的最後一個核苷酸爲緊接着的J基因的起始密碼子的第一個核苷酸。
- 三個基因三重重疊。於1978年發現於G4噬菌體（英语：Enterobacteria phage G4）中。
- 操縱子重疊。操縱子之間、操縱子與編碼區域可以發生重疊。比如大腸桿菌中，frd、ampC兩個相鄰的操縱子之間有重疊的部分。
- 反向重疊，即DNA雙鏈都轉錄[5]。

## 分佈
重疊基因廣泛存在於病毒中。此外，原核生物，真核生物（包括哺乳動物）的基因組中都有重疊基因。人類基因組中重疊基因分佈廣泛，遍佈整個基因組。

## 意義
一篇文章提出，病毒的重疊基因使得基因組的尺寸得以縮小，從而縮小了病毒的整體大小，提高了病毒的生存能力。在細胞生物中，重疊基因亦可增加單位鹼基序列可以包含的信息量。此外，重疊基因能消除DNA中的一些熱點（hotspot）。
一些生物（比如人）的可變剪切區中包含重疊基因。一篇文章指出，這說明重疊基因與可變剪切關係緊密，在進化過程中出現的不同剪切模式很可能導致了重疊基因的出現。。
由存在反向重疊現象的DNA區段轉錄出的反義RNA可起到基因調控的作用。